# Masthamn

Karta över Göteborgs masthamnar 1711

Masthamn är en av pålverk inhägnad del av en hamn för våtförvaring av mastvirke och timmer. Begreppet förekommer från 1600-talet och avser lagring av flottat timmer på grunt vatten snarare än en hamn för båtar.